# غلامرضا کیوان سمیعی
غلامرضا سمیعی (۱۲۹۲ خورشیدی در کرمانشاه – ۴ خرداد ۱۳۷۲ خورشیدی در تهران) متخلص به کیوان محقق فلسفه و عرفان، ادیب، نویسنده و شاعر اهل ایران بود.

## شرح حال
غلامرضا سمیعی در ۱۲۹۲ خورشیدی در کرمانشاه به دنیا آمد. دوران کودکی و نوجوانی را در همان شهر به تحصیل پرداخت. همزمان با تحصیل در دبیرستان، به فراگیری زبان عربی و دروس حوزوی پرداخت و نزد سید محمد میبدی از علمای ساکن کرمانشاه به شاگردی پرداخت. سپس به قم رفت و نزد سید محمد حجت کوه‌کمری و محمدعلی شاه‌آبادی به فراگیری دروس حوزوی مشغول گردید. سمیعی پس از چند سال عازم تهران شد و تحصیلات خود را نزد شیخ عبدالله حائری (رحمت علیشاه) و نیز عباسعلی کیوان قزوینی ادامه داد.
بعد از گذراندن چهار سال در تهران، بار دیگر به کرمانشاه بازگشت. او در این زمان در درس حیدرقلی خان سردار کابلی حاضر می‌شد. بنا به گفته خودش تقریباً تمام قطب‌ها و سر سلسله‌های مشایخ صوفیۀ زمان خود را از نزدیک دیده و با آن‌ها گفتگو کرده بود، اما نتوانسته بود به هیچ‌یک دست ارادت بدهد.
سمیعی بعد از بازگشت به کرمانشاه در بانک کشاورزی استخدام شد و مدت ۳۰ سال امور حقوقی بانک را عهده‌دار بود. غلامرضا کیوان سمیعی در پی ابتلاء به سرطان حنجره در ۴ خرداد ۱۳۷۲ درگذشت و در قطعه مقبرةالشعرا در بهشت زهرای تهران به خاک سپرده شد.
غلامرضا کیوان سمیعی کتابخانۀ ارزشمندی داشت که به وصیت وی پس از مرگش با نظارت پسرش سیاوش سمیعی به دانشکدۀ ادبیات و علوم انسانی دانشگاه رازی کرمانشاه اهدا شد. به پاس این اقدام سالن این کتابخانه به نام غلامرضا کیوان سمیعی نامگذاری شد.

## سبک شعری
غلامرضا سمیعی به دو زبان فارسی و عربی شعر می‌سرود. تخلص او کیوان بود که آن را از کیوان قزوینی اخذ کرده‌بود. گزیده‌ای از اشعار کیوان سمیعی به نام راز دل منتشر شده است. این دفتر غزلیات و قصاید وی را در برمی گیرد. سمیعی که در شعر کیوان تخلص می‌کرد در غزل مسائل تعلیمی و فلسفی را نیز وارد کرده‌است. با این حال کلام وی ساده است و از لحن غنایی هم به دور نیست. اما قصاید او بیشتر به حال و هوای قصاید سنتی نزدیک است و در آن‌ها اصطلاحات علمی و تبعیت از اشعار شعرای ادبیات عرب هم دیده می‌شود.

## آثار[۷]

### تألیف
- اوراق‌ پ‍راک‍ن‍ده‌: ف‍رائ‍د و ف‍وائ‍د گ‍ون‍اگ‍ون‌، ت‍ه‍ران‌: زوار‏‫، ۱۳۶۶؛ چاپ دوم، تهران: سها‏‫، ۱۳۹۸.
- ت‍ح‍ق‍ی‍ق‍ات‌ ادب‍ی‌: س‍خ‍ن‍ان‍ی‌ پ‍ی‍رام‍ون‌ ش‍ع‍ر و ش‍اع‍ری‌، ت‍ه‍ران‌: کتابفروشی زوار‏‫، ۱۳۶۱؛ چاپ دوم، تهران: سها‏‫، ۱۳۹۸.‬
- زن‍دگ‍ان‍ی‌ س‍ردار ک‍اب‍ل‍ی‌: م‍ش‍ت‍م‍ل‌ ب‍ر ح‍وادث‌ اف‍غ‍ان‍س‍ت‍ان‌ در ق‍رن‌ ن‍وزده‍م‌ م‍ی‍لادی‌ و م‍ب‍اح‍ث‌ ع‍ل‍م‍ی‌، دی‍ن‍ی‌، ت‍اری‍خ‍ی‌، ادب‍ی‌ و اج‍ت‍م‍اع‍ی‌، و ت‍راج‍م‌ ج‍م‍اع‍ت‍ی‌ از ع‍ل‍م‍ا و ف‍ض‍لا و ش‍ع‍را، ت‍ه‍ران‌: زوار، ۱۳۶۳؛ چاپ دوم: تهران: سها‏‫، ۱۳۹۸.‬
- مبادی عرفان و تصوف (مقدمۀ کتاب شرح گلشن راز، به انضمام شرح احوال و سیری در آثار)، تهران: انجمن آثار و مفاخر فرهنگی، ۱۳۷۴.
- ترجمۀ حال کیوان قزوینی در دو رساله در تاریخ جدید تصوف ایران، (به همراه تاریخ انشعابات متأخرۀ سلسلۀ نعمت‌اللهیه نوشتۀ منوچهر صدوقی (سُها))، تهران: پاژنگ، چاپ اول: ۱۳۷۰؛ صص ۱۲۳-۱۷۶.

### شعر
- راز دل‌: ب‍رگ‍ی‌ چ‍ن‍د از دی‍وان‌ ک‍ی‍وان‌ س‍م‍ی‍ع‍ی‌، گ‍ردآورن‍ده‌ ح‍س‍ن‌ ف‍ص‍ی‍ح‌پ‍ور، ب‍ا م‍ق‍دم‍ه‌ و اه‍ت‍م‍ام‌ م‍ح‍م‍دع‍ل‍ی‌ س‍ل‍طان‍ی‌، ت‍ه‍ران‌: زوار، ۱۳۶۳.

### ترجمه
- س‍رن‍ا، ک‍ارلا، م‍ردم‌ و دی‍دن‍ی‌ه‍ای‌ ای‍ران‌: س‍ف‍رن‍امۀ ک‍ارلا س‍رن‍ا، ت‍رج‍م‍ه‌ غ‍لام‍رض‍ا س‍م‍ی‍ع‍ی‌، ت‍ه‍ران‌: ن‍ش‍ر ن‍و، ۱۳۶۳.

### اهتمام
- ص‍اب‍ر ه‍م‍دان‍ی‌، اس‍دالله، دی‍وان‌ م‍ع‍رف‍ت‌ ب‍ن‍ی‍ان‌ در رث‍اء اه‍ل‌ ب‍ی‍ت‌ اطه‍ار(ع‌)، ب‍ه‌اه‍ت‍م‍ام‌ غ‍لام‍رض‍ا س‍م‍ی‍ع‍ی‌ ک‍ی‍وان‌، طه‍ران‌: چ‍اپ‍خ‍ان‍ۀ ت‍ه‍ران‌ م‍ص‍ور، ۱۳۳۷.

### مقدمه‌ها
- مقدمه بر اوصاف‌الاشراف، م‍ح‍م‍دب‍ن‌ م‍ح‍م‍د ن‍ص‍ی‍رال‍دی‍ن‌ طوس‍ی‌، تهران: تابان‏‫، ۱۳۳۶.‬
- مقدمه بر دی‍وان‌ اش‍ع‍ار ش‍ادروان‌ اس‍دالله‌ ص‍ن‍ی‍ع‍ی‍ان‌ (ص‍اب‍ر ه‍م‍دان‍ی‌)، تهران: انتشارات زوار‏‫، ۱۳۳۷.‬
- مقدمه بر دی‍وان‌ ح‍س‍ی‍ن‍ع‍ل‍ی‌ م‍ن‍ش‍ی‌ ک‍اش‍ان‍ی‌، ت‍ه‍ران‌: م‍ا، ۱۳۶۷.
- مقدمه بر دیوان رنجی تهرانی‏‫، تصحیح، مقدمه و اهتمام محسن حافظی کاشانی‏‫، تهران: سفیر اردهال‏‫، ۱۴۰۱.
- مقدمه بر دی‍وان‌ طب‍ی‍ب‌ اص‍ف‍ه‍ان‍ی‌ (شرح حال طبیب اصفهانی)، نگارش و ت‍ص‍ح‍ی‍ح‌ از حسین مظلوم (کی‌فر)، تهران: بی‌نا، ۱۳۴۷.
  - مقدمه بر دیوان طبیب اصفهانی، ت‍ص‍ح‍ی‍ح‌ و م‍ق‍دم‍ه‌ م‍ج‍ت‍ب‍ی‌ ب‍رزآب‍ادی‌ ف‍راه‍ان‍ی، تهران: س‍ن‍ائ‍ی‌، ۱۳۷۷.
- مقدمه بر ن‍وای‌ م‍ه‍ر، اشعار ح‍س‍ی‍ن‌ م‍ظل‍وم‌ (ک‍ی‌ف‍ر)، تهران: رشدیه، ۱۳۴۴.
- مقدمه بر گ‍زی‍دۀ اش‍ع‍ار م‍ح‍م‍دح‍س‍ی‍ن‌ ج‍ل‍ی‍ل‍ی‌ ک‍رم‍ان‍ش‍اه‍ی‌ (ب‍ی‍دار)، ت‍ه‍ران‌: زوار، ۱۳۷۰.
- مقدمه بر مفاتیح‌الاعجاز فی شرح گلشن راز، تألیف م‍ح‍م‍د ب‍ن‌ ی‍ح‍ی‍ی‌ لاهیجی، تهران: س‍ع‍دی‌، ۱۳۷۴؛ چاپ دوم: تهران: سنایی‏‫، ۱۳۸۷.‬ (این مقدمه به‌صورت مجزا تحت عنوان مبادی عرفان و تصوف نیز به چاپ رسیده‌است.)
- مقدمه بر حدیقه سلطانی‮‬: ‏‫احوال و آثار شاعران برجسته کُرد و کردی‌سرایان کرمانشاهان از عهد تیموری تا عصر حاضر‮‬، تحقیق، تألیف و تصحیح محمدعلی سلطانی، تهران‮‬: ‏‫سها‮‬، ‏‫۱۳۹۹.‮‬
- مقدمه بر خاک‌نشینان عشق، ش‍ام‍ل‌ دی‍وان‌ وح‍دت‌ ک‍رم‍ان‍ش‍اه‍ی‌، ب‍ه‌ان‍ض‍م‍ام‌ آث‍اری‌ از چ‍ه‍ل‌ ش‍اع‍ر م‍ت‍وف‍ی‌ ک‍رم‍ان‍ش‍اه‌، ‬ب‍ه‌ک‍وش‍ش‌ ف‍رش‍ی‍د ی‍وس‍ف‍ی‌، ق‍م‌: ن‍م‍ای‍ش‍گ‍اه‌ و ن‍ش‍ر ک‍ت‍اب‌، ۱۳۶۴؛ چاپ سوم، ت‍ه‍ران‌: ف‍ره‍ن‍گ‌خ‍انۀ اسفار، ۱۳۶۸.‮‬
- مقدمه بر دیوان آزاد همدانی، گ‍ردآورن‍ده‌ م‍ح‍م‍د آزاد، بی‌جا: بی‌نا، ۱۳۵۶.
- مقدمه بر مناظرات ترجمۀ المراجعات، نوشتۀ سید اشرف‌الدین عاملی، ترجمۀ فارسی از سردار کابلی، بیروت: سید علی‌اکبر علیزاده خراسانی؛ ت‍ه‍ران‌: ن‍ش‍ر س‍ای‍ه‌‏‫، ۱۳۸۸.‏‬

### رساله‌ها
- رسالۀ تاریخ فلسفه
- رسالۀ روزه و رمضان
- رساله در تحقیق کلمۀ اسلام و مفهوم آن در صدر اسلام
- رساله در علت مشهور شدن سیدجمال‌الدین اسدآبادی ایرانی به افغانی
- رساله در زندگانی مستوره کردستانی
- مقدمه بر قبله‌شناسی، تصنیف سردار کابلی

## دربارۀ سمیعی
- حکیم آزاده در بزرگداشت استاد علامه کیوان سمیعی کرمانشاهی، نوشتۀ ابراهیم رحیمی‌زنگنه و همایون شکری، با نظارت و مقدمه محمدعلی سلطانی، بنیاد علمی و فرهنگی دکتر محمدعلی سلطانی، تهران: سها، ‏‫۱۴۰۳.‬